# Husarö
Husarö ist eine Insel im mittleren Stockholmer Schärengarten in der Gemeinde Österåkers kommun. Die Insel ist circa 1,6 km von Finnhamn entfernt.
Husarö hat nur wenige Einwohner, die das ganze Jahr dort wohnen, dafür aber umso mehr Sommergäste. Insgesamt gibt es etwa 100 Sommerhäuschen auf der Insel. Die Landungsbrücke auf Husarö wird von der Fährgesellschaft Waxholmsbolaget angelaufen. Auf Husarö gibt es ein Lotsenmuseum, welches von der Husaröer Lotsenmuseums-Vereinigung betrieben wird.

## Geschichte
Husarö wurde erstmals im 13. Jahrhundert erwähnt. Damals noch unter dem Namen Husarn in König Waldemars Segelroute. Im Jahr 1719 war Husarö, wie viele andere Inseln in der Nähe auch, von den russischen Verwüstungen betroffen. Lotsen gab es auf der Insel ab dem 15. Jahrhundert. Den Status als offiziellen Lotsenplatz erhielt Husarö im Jahr 1740. Gleichzeitig wurde das Fahrwasser an der Insel und an Finnhamn vorbeigeführt. Auf den damaligen Segelfahrzeugen lotsten die Lotsen von Husarö die Schiffe nördlich nach Furusund und südlich nach Sandhamn. Während des 19. Jahrhunderts arbeiteten auf Husarö etwa 15 Lotsen, doch mit der Zeit wurden es immer weniger und im Jahr 1912 wurde die Lotsenstation endgültig geschlossen. Nachdem im Jahr 1881 die Dampfschiffe der damaligen Zeit den regulären Verkehr mit der Insel aufnahmen, kamen nach und nach immer mehr Sommergäste.
Die Stiftung Husarö scoutgård betreibt seit 1958 Lager für Konfirmanden im Husarö Scoutgård. Der Scoutgård (deutsch Pfadfindergarten) befindet sich in der alten Inselschule, welche 1950 geschlossen wurde. Zudem wird auf der südlichen Seite noch ein Zeltlagerplatz unterhalten. Seit mindestens 50 Jahren finden dort Freizeiten der Kinder- und Jugendorganisationen der Schwedischen Kirche statt.